# Ronde van Nederland 1949
De 2e editie van de Ronde van Nederland ging op 6 mei 1949 van start in Rotterdam. De wielerwedstrijd over tien etappes eindigde op 15 mei in Amsterdam. De ronde werd gewonnen door Gerrit Schulte.

## Eindklassement
Gerrit Schulte werd winnaar van het eindklassement van de Ronde van Nederland van 1949 met een voorsprong van 2 minuten en 25 seconden op Désiré Keteleer.
| Plaats  | Naam                  | Tijd      |
| ------- | --------------------- | --------- |
| Winnaar | Gerrit Schulte        | 51u38'09" |
| 2       | Désiré Keteleer       | + 2'25"   |
| 3       | Bouk Schellingerhoudt | + 5'51"   |
| 4       | Henk de Hoog          | + 8'43"   |
| 5       | Maurice Meersman      | + 9'53"   |
| 6       | Norbert Callens       | + 11'57"  |
| 7       | Joseph Van Staeyen    | + 12'09"  |
| 8       | Arie Vooren           | + 23'05"  |
| 9       | Wim van Est           | + 26'15"  |
| 10      | Frans Leenen          | + 27'58"  |

## Etappe-overzicht
| Etappe | Van - naar                    | Km       | Etappewinnaar       |
| ------ | ----------------------------- | -------- | ------------------- |
| 1      | Rotterdam - Leeuwarden        | 206      | Maurice Meersman    |
| 2      | Leeuwarden - Groningen        | 278      | Henk Lakeman        |
| 3      | Groningen - Enschede          | 169      | Kees Pellenaars     |
| 4      | Enschede - Apeldoorn          | 170      | Gerrit Schulte      |
| 5      | Apeldoorn - Helmond           | 214      | Wim van Est         |
| 6      | Helmond - Geleen              | 245      | Gerrit Schulte      |
| 7a     | Geleen - Vaals                | 68       | Henk de Hoog        |
| 7b     | Vaals - Kerkrade              | 70 (TTT) | Nederland A         |
| 8      | Kerkrade - Tilburg            | 165      | Henri Van Kerckhove |
| 9a     | Tilburg - Bergen op Zoom      | 108      | Jan van Gelderen    |
| 9b     | Bergen op Zoom - Scheveningen | 126      | Kees Pellenaars     |
| 10     | Scheveningen - Amsterdam      | 144      | Gerard van Beek     |

1948 · 1949 · 1950 · 1951 · 1952 · 1953 · 1954 · 1955 · 1956 · 1957 · 1958 · 1959 · 1960 · 1961 · 1962 · 1963 · 1964 · 1965 · 1966 · 1967 · 1968 · 1969 · 1970 · 1971 · 1972 · 1973 · 1974 · 1975 · 1976 · 1977 · 1978 · 1979 · 1980 · 1981 · 1982 · 1983 · 1984 · 1985 · 1986 · 1987 · 1988 · 1989 · 1990 · 1991 · 1992 · 1993 · 1994 · 1995 · 1996 · 1997 · 1998 · 1999 · 2000 · 2001 · 2002 · 2003 · 2004 · 2005 · 2006 · 2007 · 2008 · 2009 · 2010 · 2011 · 2012 · 2013 · 2014 · 2015 · 2016 · 2017 · 2018 · 2019 · 2020 · 2021 · 2022 · 2023 · 2024